# Ancienne église paritaire de Romanshorn
L'ancienne église paritaire de Romanshorn est une église située dans la commune turgovienne de Romanshorn, en Suisse.

## Histoire
La première mention d'une église dans le village de Romanshorn remonte à 779. Elle est incorporée à l'abbaye de Saint-Gall en 1480, puis agrandie en 1504. Après l'adoption de la Réforme en 1525, le bâtiment est repris par les protestants ; cependant, dès 1565 et le retour d'une petite communauté catholique, l'église devient paritaire et sert alternativement aux deux communautés. 
Malgré un nouvel agrandissement en 1828, le bâtiment devient trop petit à la suite du développement de la population locale. Il est finalement abandonné après la construction de deux nouvelles églises : un temple protestant en 1911 et une église catholique en 1913, puis rénové entre 1967 et 1969.
Inscrite comme bien culturel suisse d'importance nationale, l'église est aujourd'hui utilisée pour des services religieux ainsi que pour des événements culturels.